# 大麻帆良祭
大麻帆良祭（だいまほらさい）は、赤松健原作の漫画でアニメにもなった「魔法先生ネギま!」の主人公とクラスメート31人合わせて32人を演じた声優が全員出演したコンサートイベントのタイトル。2005年12月10日に千葉市の幕張メッセ・イベントホールで開催された。
MCや曲紹介もなく（本編中のみ、アンコール後のクラス全員の挨拶のみ）休憩もなく3時間の長丁場ひたすら曲が続いた。
アニメ第1期のOP「ハッピー☆マテリアル」では出演者全員メドレー形式で歌った。
神田は「いつだってLove&Dream」と「魔法じかけは恋のライバル」の間に早着替えを披露した。また神田の歌った数は13曲で最多。
このライブを収録したDVD（2枚組）・CD（2枚組）が発売されている。
DVDのオリコンチャートは最高位：23位　登場回数：3回 

## 出演者
| 出席番号 | 氏名                                 | 声優         |
| -------- | ------------------------------------ | ------------ |
| 担任     | ネギ・スプリングフィールド           | 佐藤利奈     |
| 1        | 相坂さよ（あいさか さよ）            | 白鳥由里     |
| 2        | 明石裕奈（あかし ゆうな）            | 木村まどか   |
| 3        | 朝倉和美（あさくら かずみ）          | 笹川亜矢奈   |
| 4        | 綾瀬夕映（あやせ ゆえ）              | 桑谷夏子     |
| 5        | 和泉亜子（いずみ あこ）              | 山川琴美     |
| 6        | 大河内アキラ（おおこうち アキラ）    | 山本杏美     |
| 7        | 柿崎美砂（かきざき みさ）            | 伊藤静       |
| 8        | 神楽坂明日菜（かぐらざか あすな）    | 神田朱未     |
| 9        | 春日美空（かすが みそら）            | 板東愛       |
| 10       | 絡繰茶々丸（からくり ちゃちゃまる）  | 渡辺明乃     |
| 11       | 釘宮円（くぎみや まどか）            | 出口茉美     |
| 12       | 古菲（クー フェイ）                  | Hazuki       |
| 13       | 近衛木乃香（このえ このか）          | 野中藍       |
| 14       | 早乙女ハルナ（さおとめ ハルナ）      | 石毛佐和     |
| 15       | 桜咲刹那（さくらざき せつな）        | 小林ゆう     |
| 16       | 佐々木まき絵（ささき まきえ）        | 堀江由衣     |
| 17       | 椎名桜子（しいな さくらこ）          | 大前茜       |
| 18       | 龍宮真名（たつみや まな）            | 佐久間未帆   |
| 19       | 超鈴音（チャオ リンシェン）          | 大沢千秋     |
| 20       | 長瀬楓（ながせ かえで）              | 白石涼子     |
| 21       | 那波千鶴（なば ちづる）              | 小林美佐     |
| 22       | 鳴滝風香（なるたき ふうか）          | こやまきみこ |
| 23       | 鳴滝史伽（なるたき ふみか）          | 狩野茉莉     |
| 24       | 葉加瀬聡美（はかせ さとみ）          | 門脇舞       |
| 25       | 長谷川千雨（はせがわ ちさめ）        | 志村由美     |
| 26       | エヴァンジェリン・A・K・マクダウェル | 松岡由貴     |
| 27       | 宮崎のどか（みやざき のどか）        | 能登麻美子   |
| 28       | 村上夏美（むらかみ なつみ）          | 相沢舞       |
| 29       | 雪広あやか（ゆきひろ あやか）        | 皆川純子     |
| 30       | 四葉五月（よつば さつき）            | 井上直美     |
| 31       | ザジ・レイニーデイ                   | 猪口有佳     |

## 曲順
1. 麻帆良学園校歌
2. いつだってLove&Dream（神田朱未）
3. 魔法じかけは恋のライバル（神田朱未、佐藤利奈）
4. にちようび（野中藍）
5. Girls.be ambitious〜シンデレラになろうよ〜（相沢舞、猪口有佳、小林美佐、笹川亜矢奈）
6. Invitation〜図書館へいらっしゃい〜（石毛佐和、桑谷夏子、能登麻美子）
7. ☆まか♥メチャ 不思議パラダイス（DROPS　神田朱未、白石涼子、野中藍）
8. バカップル♥（DROPS　神田朱未、白石涼子、野中藍）
9. ポンポン両手にあればWin（伊藤静、大前茜、出口茉美）
10. GLOW WILD（木村まどか、山本杏美、堀江由衣、山川琴美）
11. 恋せよオトメ（神田朱未、野中藍）
12. It's My Life（狩野茉莉、こやまきみこ、板東愛）
13. 恋の面積（大沢千秋、門脇舞、井上ナオミ）
14. KIZUNA（小林ゆう、佐久間未帆、白石涼子、Hazuki）
15. Maze of the dark（白鳥由里、松岡由貴、渡辺明乃）
16. スキになってもeーよ（志村由美）
17. 一人じゃないから（佐藤利奈）
18. 雨上がりの天使（皆川純子）
19. 出席番号のうた（佐藤利奈を除く全員）
20. 健康一番（大沢千秋、Hazuki）
21. Confession（神田朱未、松岡由貴）
22. オシエテ恋のidiom（佐藤利奈）
23. ときめきココナッツ（DROPS　白石涼子）
24. 放課後 ア☆ライブ（石毛佐和、井上ナオミ、伊藤静、佐久間未帆、佐藤利奈、Hazuki）
25. Beilieve（神田朱未、小林ゆう、能登麻美子、野中藍）
26. wish upon a star（佐藤利奈）
27. 戦え！バカレンジャー！（神田朱未、桑谷夏子、白石涼子、Hazuki、堀江由衣）
28. 聖なる空の下で（小林ゆう、野中藍）
29. a precious pride（桑谷夏子、笹川亜矢奈、Hazuki、松岡由貴、渡辺明乃）
30. おしえてほしいぞぉ、師匠（同上）
31. ハッピー☆マテリアルメドレー（全員）

アンコール
1. ハッピー☆マテリアル（全員）
2. 輝く君へ（同上）